# Doratogonus transvaalensis
Doratogonus transvaalensis é uma espécie de milípede da família Spirostreptidae.
É endémica da África do Sul.